# Museo provincial de Champasak
El Museo provincial de Champasak es un museo local en Pakse, en el país asiático de Laos. Muestra la historia de la provincia, que recoge toda clase de objetos y documentos para relatar todo lo que ha pasado en Champasak. El museo también tiene fotos históricas de eventos culturales, encuentros extraños e imágenes de Kaysone Phomvihane, Phoumsavan Nouhak y Khamtay Siphandone, todos personajes del sur.  En el nivel superior, se muestran diferentes ropa étnicas junto con las colecciones textiles y de joyería.